# 晴れの国おかやま検定
晴れの国おかやま検定（はれのくにおかやまけんてい）は、岡山商工会議所が主催する、岡山県のご当地検定。
前身の岡山文化観光検定および、知を楽しむOKAYAMA検定についても記述する。

## 概要
晴れの国おかやま検定は、岡山の歴史や文化について興味を持って学び、岡山県への愛着と誇りを醸成することを目的としている。受験資格は特になく誰でも申し込める。試験は1種類のみで、得点により晴れの国の達人（100点満点中90点以上）、晴れの国博士（100点満点中60点～89点）の認定を行う。岡山商工会議所が主催、岡山県が共催。年に1度実施している。
第1回（2014年）は12月に、第2回（2016年）以降は2月に実施している。

## 沿革
2005年12月に岡山文化観光検定の第1回を実施。2010年の第6回をもって終了し、2011年に知を楽しむOKAYAMA検定へリニューアル。2013年のvol.3をもって終了し、2014年に晴れの国おかやま検定へリニューアルした。2016年の第2回から実施時期を2月にずらして実施している。

## 試験内容

### 試験問題
択一式100問。出題範囲は自然、歴史、文化、伝統行事、観光、時事、スポーツ、食、県政全般など岡山に関すること。公式参考書から試験問題の約7割を出題。制限時間90分、100点満点。

### 合格点
100点満点中90点以上で晴れの国の達人、60点以上89点以下で晴れの国博士。

## 過去の試験

### 知を楽しむOKAYAMA検定
知を楽しむOKAYAMA検定は、岡山について楽しんで学び岡山の良さを再確認することを目的としている。受験資格は特になく誰でも申し込める。点数によりゴールド、シルバー、ブロンズの認定をしており、証書と認定証カードが贈呈される。3年連続ゴールドで銀の楯、5年連続ゴールドで金の楯が贈呈される。

## 実施日
岡山文化観光検定
- 2005年（平成17年） - 2010年（平成22年）（第6回）

知を楽しむOKAYAMA検定
- vol.1 - 2011年（平成23年）12月11日
- vol.2 - 2012年（平成24年）12月2日
- vol.3 - 2013年（平成25年）12月1日

晴れの国おかやま検定
- 第1回 - 2014年（平成26年）12月7日
- 第2回 - 2016年（平成28年）2月7日
- 第3回 - 2017年（平成29年）2月5日
- 第4回 - 2018年（平成30年）2月4日
- 第5回 - 2019年（平成31年）2月3日
- 第6回 - 2020年（令和2年）2月2日
- 第7回 - 2021年（令和3年）2月7日
- 第8回 - 2022年（令和4年）2月6日